# 1422 Strömgrenia
1422 Strömgrenia è un asteroide della fascia principale. Scoperto nel 1936, presenta un'orbita caratterizzata da un semiasse maggiore pari a 2,2471465 UA e da un'eccentricità di 0,1669002, inclinata di 2,67548° rispetto all'eclittica.
L'asteroide è dedicato all'astronomo danese Elis Strömgren.